# Rôttanak Kiri
Rôttanak Kiri (khm. រតនគិរី) – prowincja w północno-wschodniej Kambodży.
Prowincja podzielona jest na 9 dystryktów:
- ’Ândong Méas
- Banlŭng
- Bâr Kêv
- Kon Mŭm
- Lumphăt
- ’Âor Cŭm
- ’Âor Yadav
- Ta Vêng
- Vœn Sai